# Комиш-Бурунська бухта
Комиш-Бурунська бухта — незамерзаюча бухта в Керченській протоці Азовського моря. Бухта знаходяться під постійним антропогенним впливом та відноситься до забруднених районів Азовського моря.

## Географія
Північно-східною межею бухти є мис Комиш-Бурун, та Комиш-Бурунська коса на північному заході. У південній частині бухти знаходиться порт Комиш-Бурун.

## Назва
Топонім походить з кримськотатарської мови, Qamış — комиш, Burun — ніс чи мис.

## Ґрунти
У прибережній зоні бухти переважають м'які, ілисто-піщані ґрунти, ракушняки. 

## Флора
Флора водоростей Комиш-Бурунської бухти досить бідна.